# Smn-теорема
В теорії обчислень smn-теорема (англ. smn theorem; також відома як лема про трансляцію, теорема параметрів, чи теорема параметризації) — основне досягнення в сфері мов програмування (і, більш загально, Геделівських нумерацій обчислюваних функцій). Вперше була доведена Стівеном Коулом Кліні у 1943.
На практиці теорема означає, що для заданої мови програмування та додатних цілих m та n існує певний алгоритм, який оперує кодом програм з m+n вільними змінними. Цей алгоритм ефективно прив'язує m даних значень до перших m вільних змінних в програмі і залишає інші вільними.

## Деталі
Найпростішою формою, до якої застосовна теорема, є функція двох аргументів. Маючи дану Геделівську нумерацію {\displaystyle \varphi } рекурсивних функцій, існує примітивно-рекурсивна функція s двох аргументів з такою властивістю: для кожного номера p часткової обчислюваної функції f з двома аргументами {\displaystyle \varphi _{s(p,x)}(y)} та {\displaystyle f(x,y)}, визначені для однакових комбінацій x-ів та y-ків, однакові для тих комбінацій. Іншими словами, зберігається наступна зовнішня рівність функцій:
{\displaystyle \varphi _{s(p,x)}\simeq \lambda y.\varphi _{p}(x,y).\,}
Щоб узагальнити теорему, виберіть схему для кодування n чисел як одне число, так що оригінальні числа можуть витягуватись примітивно рекурсивними функціями. Наприклад, одна може чергувати біти чисел. Тоді для будь-яких m, n > 0 існує примітивно рекурсивна функція {\displaystyle s_{n}^{m}} m+1 аргументів, яка поводиться таким чином: для кожного Геделівського числа p частково обчислюваної функції з m+n аргументами:
{\displaystyle \varphi _{s_{n}^{m}(p,x_{1},\dots ,x_{m})}\simeq \lambda y_{1},\dots ,y_{n}.\varphi _{p}(x_{1},\dots ,x_{m},y_{1},\dots ,y_{n}).\,}
{\displaystyle s_{1}^{1}} є лише функцією s, що вже була описана.

## Приклад
Наступний код Lisp реалізує s11
```
 
(
defun
 
s11
 
(
f
 
x
)

   
(
let
 
((
y
 
(
gensym
)))

     
(
list
 
'lambda
 
(
list
 
y
)
 
(
list
 
f
 
x
 
y
))))

```

Наприклад,
```
(
s11
 
'
(
lambda
 
(
x
 
y
)
 
(
+
 
x
 
y
))
 
3
)

```

обчислюється в
```
(
lambda
 
(
g42
)
 
((
lambda
 
(
x
 
y
)
 
(
+
 
x
 
y
))
 
3
 
g42
))

```